# Roser Tarragó

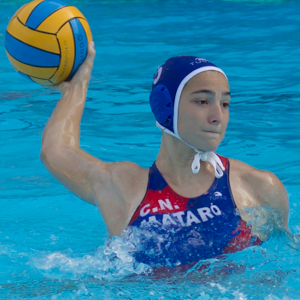
Roser Tarragó (2012)

Roser Tarragó Aymerich (* 25. März 1993 in Barcelona) ist eine spanische Wasserballspielerin. Sie gewann 2012 und 2021 eine olympische Silbermedaille. 2013 war sie Weltmeisterin, 2014 und 2020 Europameisterin.

## Sportliche Karriere
Die 1,71 m große Außenspielerin gewann 2011 den Titel bei der Juniorenweltmeisterschaft. Mit der spanischen Nationalmannschaft gewann sie bei den Olympischen Spielen 2012 in London ihre Vorrundengruppe vor dem US-Team, wobei der direkte Vergleich 9:9 endete. Mit Siegen über die Britinnen im Viertelfinale und über die Ungarinnen im Halbfinale erreichte die spanische Mannschaft das Finale gegen das US-Team. Diesmal gewannen die Amerikanerinnen mit 8:5. Roser Tarragó warf im Turnierverlauf fünf Tore.
Im Jahr darauf trafen bei der Weltmeisterschaft 2013 die Spanierinnen und das US-Team bereits im Viertelfinale aufeinander und die Spanierinnen gewannen mit 9:6. Mit einem 13:12-Halbfinalsieg über Ungarn und einem 8:6-Finalsieg gegen Australien gewannen die Spanierinnen den Weltmeistertitel. Roser Tarragó warf elf Tore, davon eins im Finale. 2014 bei der Europameisterschaft in Budapest gewannen die Spanierinnen ihre Vorrundengruppe wegen der besseren Tordifferenz trotz einer Niederlage gegen die Russinnen. Mit Siegen über die Ungarinnen im Halbfinale und die Niederländerinnen im Finale erspielten sich die Spanierinnen den Europameistertitel. Tarragó warf 16 Tore, davon zwei Im Finale. Bei den Olympischen Spielen 2016 in Rio de Janeiro erreichten die Spanierinnen nur den fünften Platz.
Bei der Weltmeisterschaft 2019 in Gwangju trafen im Finale erneut Spanien und das US-Team aufeinander und die Amerikanerinnen gewannen mit 11:6. Tarragó warf im Finale drei Tore. Im Januar 2020 siegten die Spanierinnen bei der Europameisterschaft in Budapest durch einen Finalsieg über die Russinnen. Bei den 2021 ausgetragenen Olympischen Spielen in Tokio trafen die Mannschaften aus den Vereinigten Staaten und aus Spanien einmal mehr im Finale aufeinander, die Amerikanerinnen siegten mit 14:5. Tarragó warf im Finale ein Tor.
Roser Tarragó spielte bei CN Mataró, in der spanischen Meisterschaft meist Zweiter hinter CN Sabadell. Im Europapokal, der LEN-Trophy, siegte CN Mataró 2016. Von 2014 bis 2018 besuchte Tarragó die University of California, Berkeley und spielte in deren Mannschaft, CN Mataró stand sie in dieser Zeit nur selten zur Verfügung. 2018 wechselte sie zum Club Esportiu Mediterrani nach Barcelona.